# .400 Corbon
Bei der Patrone .400 CorBon handelt es sich um eine 1997 eingeführte Patrone für Pistolen. Der Entwickler und Präsident der Firma CorBon, Peter Pi, formte Hülsen der Patrone .45 ACP zu Flaschenhalshülsen für 10-mm-Geschosse um. Das große Volumen der Hülsen ermöglicht in Verbindung mit einem relativ kleinen Geschoss, die ungefähre Leistung der Patrone .41 Magnum zu erreichen.
Da die Patronen keinen hohen Gasdruck benötigen, können sie problemlos aus fast allen Waffen des Kalibers .45 ACP verschossen werden. Es ist lediglich ein entsprechender Lauf notwendig.

Die Bezeichnung CorBon (auch Cor-Bon) ist aus den englischen Wörtern core (für Geschosskern) und bonded (verbunden) abgeleitet. Dabei werden der Geschossmantel und der Bleikern durch ein spezielles Klebeverfahren miteinander verbunden.
Fabrikpatronen (nur mit Hohlspitzgeschoss) werden mit folgenden Leistungsdaten angeboten:
135 grs (8,75 g) mit 442 m/s und einer Energie von 855 Joule
155 grs (10,0 g) mit 405 m/s und einer Energie von 820 Joule
Im deutschen Nationalen Waffenregister (NWR) wird die Patrone unter Katalognummer 2088 ohne Synonyme geführt.